# Carex pulicaris
Carex pulicaris — вид багаторічних кореневищних трав'янистих рослин родини осокові (Cyperaceae).

## Опис
Стебла до 30 см, циліндричні, гладкі. Листя шириною 1 мм. Суцвіттям є один колос довжиною 2 см, у верхній частині якого чоловічі, а в нижній частині жіночі квітки. Мішечки зазвичай сильно відігнуті, 3.5–6 мм, з дзьобом 0,2–0,5 мм. Приймочок 2. 2n=58, 60.

## Поширення
Європа: Естонія, Латвія, Литва, Австрія, Бельгія, Чехія, Німеччина, Нідерланди, Польща, Словаччина, Швейцарія, Данія, Фарерські острови, Фінляндія, Ісландія, Ірландія, Норвегія, Швеція, Велика Британія, Італія, Словенія, Франція, Іспанія.
Населяє болота, драговини й затоплювані місця, як правило, на базово багатих ґрунтах.

## Галерея

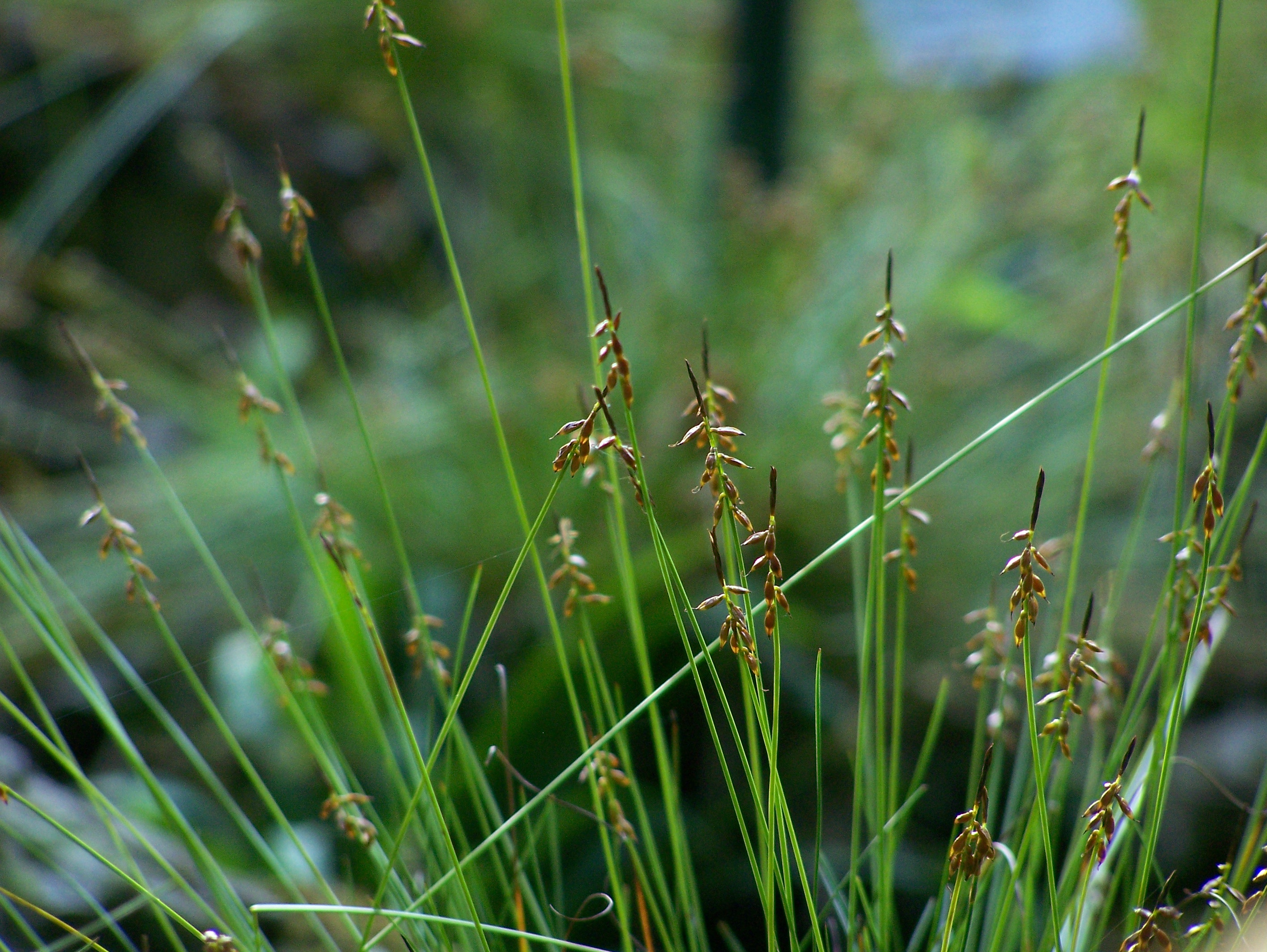
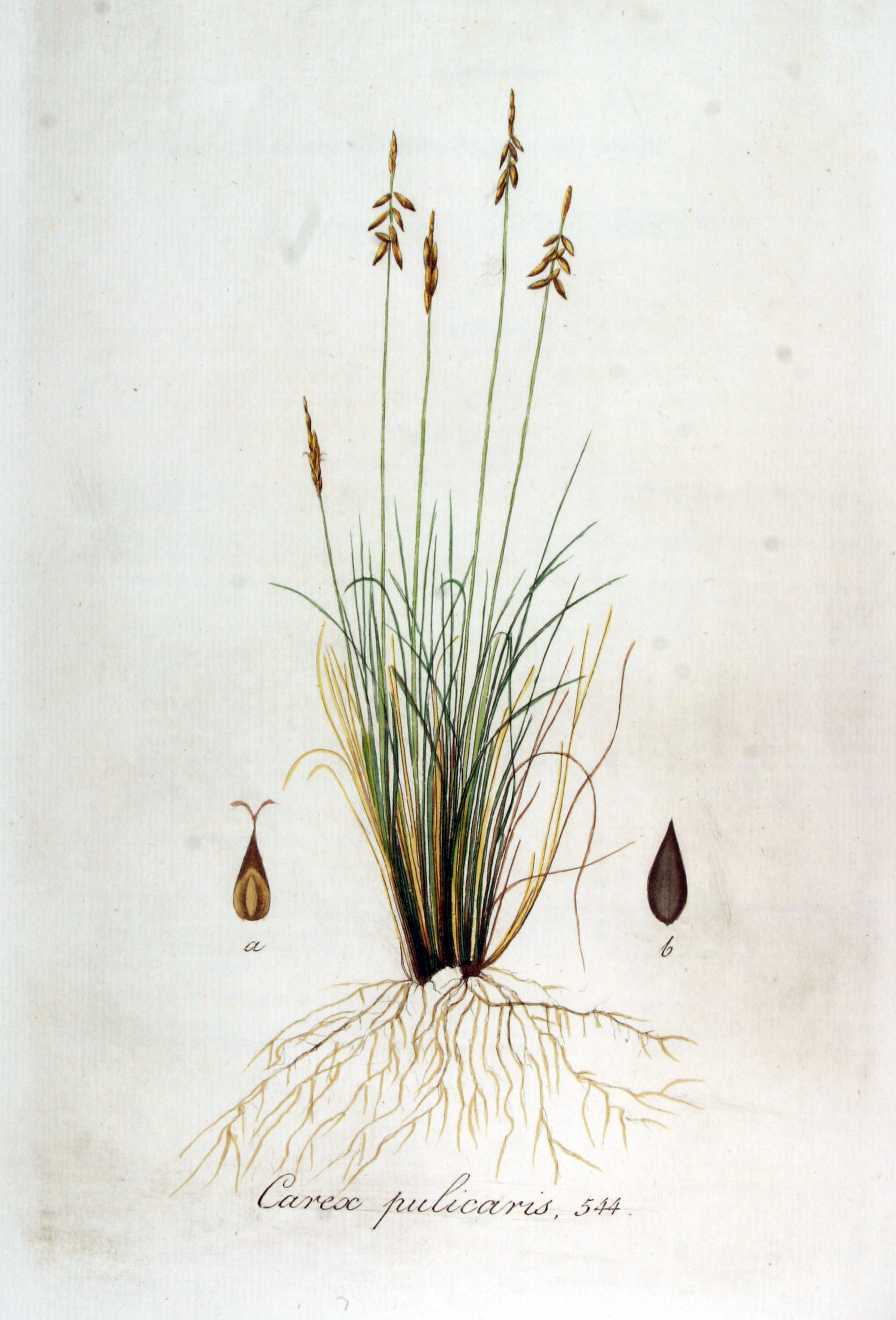
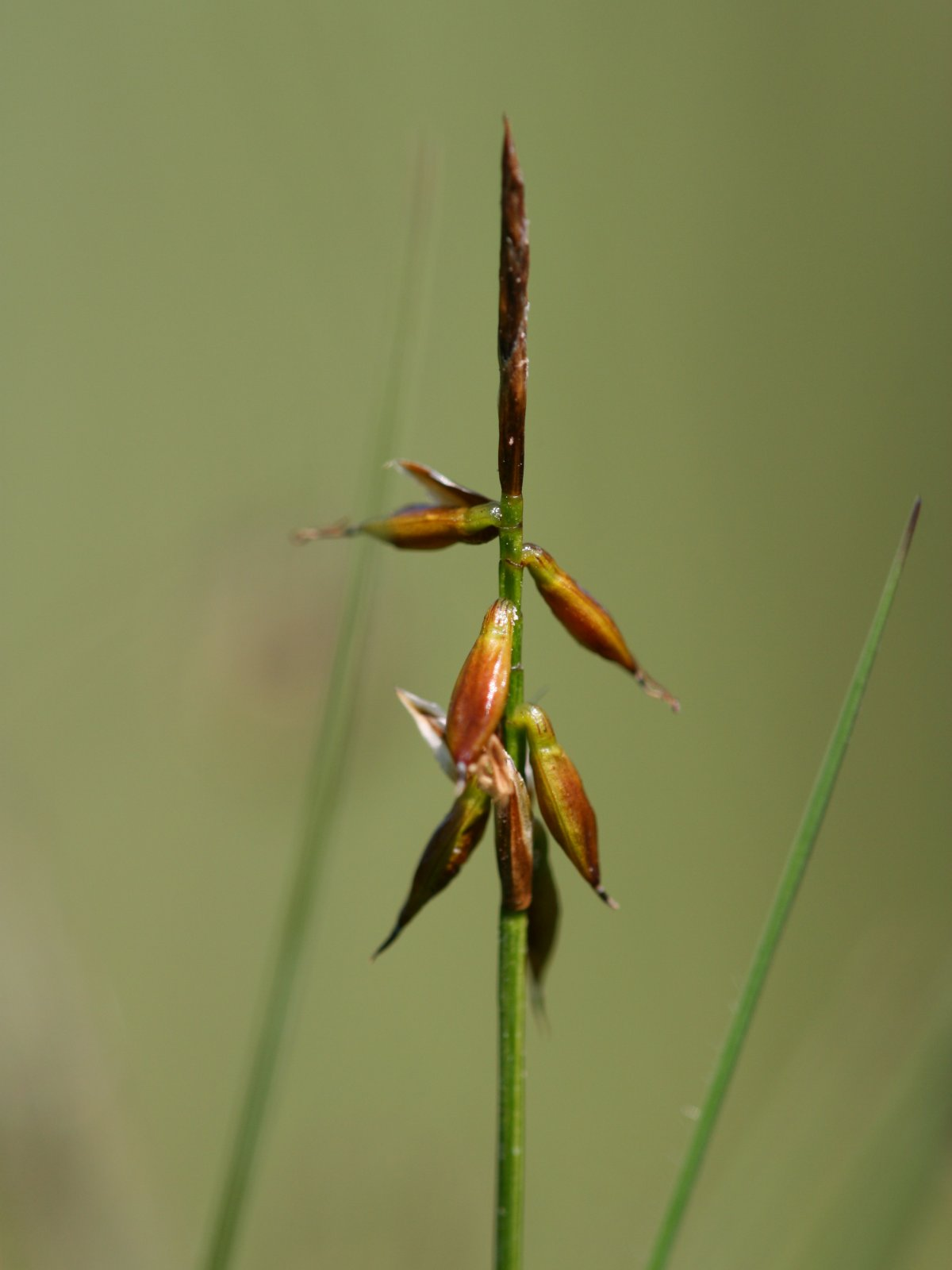